# Smokie
A Smokie egy bradfordi angol rockzenekar.

## Története
1965-ben alakultak, eleinte "The Yen", "The Sphynx" majd "Essence" néven futottak. 1975-ben jött létre a klasszikus felállás, amely dallamos, disco stílusú rockzenét játszott. Eleinte a Smokey nevet viselték, majd Smokey Robinson felszólította őket, hogy a megkülönböztetés végett változtassák még a végződést. Mickey Most producernek, valamint Nicky Chinn és Mike Chapman dalszerzőknek köszönhető az együttes népszerűsége. 1976-os Midnight Café című albumuk már Smokie név alatt jelent meg, s nagy siker lett. Sikerlistásak lettek kislemezes dalaik is: 1975-ben az If You Think You Know How To Love Me, illetve a Don't Play Your Rock And Roll To Me. A Living Next Door To Alice című klasszikus Pass It Around című lemezükön jelent meg. 1979-ben járt le az együttes szerződése Chinn-nel és Chapmannel, The Other Side Of The Road című albumuk már nem volt olyan sikeres, mint a korábbiak. 1980-ban pedig hivatalosan is bejelentették, hogy az együttes feloszlik. Azonban a felállás többszöri változása után a mai napig is létezik a formáció, jelentetnek meg új albumokat is.
1995-ben Alan Barton autóbalesetben elhunyt, helyére Mike Craft került. 2010-ben kiadott Take A Minute című albumukat Dániában vették fel, a skandináv államokban a megjelenést követően a listák élére került. Ezen a lemezen hallható a Sally's Song című szám, amely folytatása a Living Next Door To Alice-nak.

## Diszkográfia
- Pass It Around (1975)
- Changing All the Time (1975)
- Smokey (1975)
- Midnight Café (1976)
- Bright Lights & Back Alleys (1977)
- The Montreux Album (1978)
- The Other Side of the Road (1979)
- Solid Ground (1981)
- Strangers in Paradise (1982)
- Midnight Delight (1982)
- All Fired Up (1988)
- Boulevard of Broken Dreams (1989)
- Whose Are These Boots? (1990)
- Chasing Shadows (1992)
- Burnin' Ambition (1993)
- The World and Elsewhere (1995)
- Light A Candle (1998)
- Wild Horses - The Nashville Album (1998)
- Uncovered (2000)
- Uncovered Too (2001)
- On the Wire (2004)
- Girls... (2005)
- Take a Minute (2010)